# Чёрная единица
«Чёрная едини́ца» (нем. Schwarzer Einser) — филателистическое название первой стандартной почтовой марки королевства Бавария 1849 года. Первая марка на территории современной Германии.

## Описание
Марка чёрного цвета, без зубцов, в центре помещена крупная цифра номинала — 1 крейцер. Эскиз марки был разработан гравёром Иоганном Петером Хазенеем, клише изготовлено Францем Йозефом Зейтцем (Franz J. Seitz).

## История
Марка была выпущена 1 ноября 1849 года. Она отпечатана типографским способом на бумаге ручного изготовления Й. Г. Вайсом (J. G. Weiss) в типографии Мюнхенского университета, тиражом 832 500 экземпляров.
Поскольку клише марки переносилось с дерева на гипс, то это привело к отклонениям в размерах. Разновидности марки появились также из-за повреждения клише (цветные точки, повреждённые углы).
Марка служила для франкирования простого письма весом не более 16 граммов. Чёрный цвет, выбранный для оформления марки, оказался неудачным, поскольку чёрный цвет штемпеля на ней плохо различался. В октябре 1851 года марку изъяли из продажи, однако почтовые отправления, франкированные ей, принимались вплоть до 31 августа 1864 года.

## Филателистическая ценность
Несмотря на большой тираж выпущенных марок, «Чёрная единица» пользуется огромной популярностью среди филателистов, что обусловливает весьма высокие цены на эту марку.
В зависимости от состояния каталожная стоимость единичных экземпляров «Чёрной единицы» колеблется от 1000 до 3000 евро. Встречаются отдельные редкие конверты, франкированные нескольками марками, которые оцениваются в более чем 50 тысяч евро.